# Okręg wyborczy Ealing Central and Acton
Okręg wyborczy Ealing Central and Acton powstał w 2010 r. i wysyła do brytyjskiej Izby Gmin jednego deputowanego. Obejmuje wschodnią część London Borough of Ealing.

## Deputowani do Izby Gmin z okręgu Ealing Central and Acton
- 2010-2015: Angie Bray, Partia Konserwatywna
- 2015- : Rupa Huq, Partia Pracy, w 2022 niezależna, następnie ponownie Partia Pracy[2]